# 1973-as Giro d’Italia
Az 1973-as Giro d’Italia volt az 56. olasz kerékpáros körverseny. Május 18-án kezdődött és június 9-én ért véget. Végső győztes a belga Eddy Merckx lett.

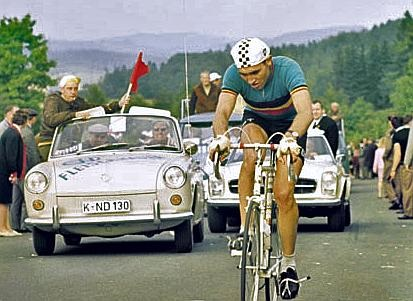
Eddy Merckx 1966-ban

## Végeredmény
|    | Versenyző          | Idő             |
| -- | ------------------ | --------------- |
| 1  | Eddy Merckx        | 113 óra 08' 13" |
| 2  | Felice Gimondi     | + 7' 42"        |
| 3  | Giovanni Battaglin | + 10' 20"       |
| 4  | José Pesarrodona   | + 15' 51"       |
| 5  | Santiago Lazcano   | + 19' 11"       |
| 6  | Wladimiro Panizza  | + 19' 45"       |
| 7  | Ole Ritter         | + 24' 24"       |
| 8  | José Manuel Fuente | + 26' 06"       |
| 9  | Francisco Galdos   | + 26' 35"       |
| 10 | Gianni Motta       | + 26' 49"       |